# ایدی الن
اِیدی اَلن (انگلیسی: Adie Allen؛ زادهٔ ۱۹۶۶ میلادی) بازیگر اهل بریتانیا است.
از فیلم‌ها یا برنامه‌های تلویزیونی که وی در آن نقش داشته‌است می‌توان به پوآرو، آدمکشان میدسامر، ۱–۹۹، شهر هالبی، شاهد خاموش و پدر براون اشاره کرد.